# 사카구치 안고
사카구치 안고(일본어: 坂口 安吾, 1906년 10월 20일 ∼ 1955년 2월 17일)은 일본의 문학가로 본명은 사카구치 헤이고(坂口 炳五)이다.
1906년 10월 20일 니가타현 니가타시에서 아버지 니이치로와 어머니 아사 사이의 5남으로 태어났다. 사카구치가의 선조는 지금의 후쿠오카현 가라쓰의 도공이었다가 후에 니가타로 이동해 온 지방 부호다. 아버지 니이치로는 당시 중의원 의원이자 니가타 신문사 사장이었고 한시 시인으로도 알려진 정치가로서 언제나 다망했으며 장남을 제외한 자식들에게는 무관심하고 냉담했다. 사카구치가의 재산은 체면과 의리를 중시했던 니이치로의 대에서 탕진되게 된다. 니이치로의 전처와 첩의 아이까지 합한 열세 명의 형제 중 열두 번째 아이로 태어난 안고는, 어린 시절 이미 방랑벽이 있었으며, 골목대장 행세를 하며 싸움질을 하고 돌아다녀 어머니의 미움을 사는 한편, 주로 무사들의 군담을 숙독했고, 남몰래 닌자의 인술을 연구하기도 했다.
1919년 니가타 중학교에 입학했으나 이 무렵부터 집과 학교를 싫어해서 수업을 빠지고 홀로 방황하는 날들을 보내다 낙제하게 되고, 다니자키 준이치로와 발자크 등의 소설을 탐독하며 지내다가 결국 1922년에 퇴학당했다. 그해 가을 상경해 부잔 중학교에 입학했고 에드거 앨런 포와 이시카와 다쿠보쿠 등을 인생의 낙오자로서 사랑하며 그들의 작품을 숙독했다. 막연하게 엄격한 구도자의 삶을 동경하여 1926년, 도요 대학 인도철학윤리과에 입학한다. 입학 후 불교서와 철학서를 섭렵하는 데 몸을 혹사하며 공부에 매진한 탓에 생긴 신경쇠약 증세를 극복하기 위해 다시 산스크리트어, 팔리어, 티베트어, 라틴어, 프랑스어 등 어학을 맹렬히 공부한다. 1930년, 대학을 졸업한 후 동인지 ＜말＞과 ＜청마＞를 창간했다.
1931년에 발표한 단편소설 ＜바람 박사＞와 ＜구로타니 마을＞이 소설가 마키노 신이치의 극찬을 받음으로써 신진 작가로 급부상한다. 1932년 작가 야다 쓰세코를 알고 사랑에 빠지지만 1936년 절교한 후 신생을 기하며 교토를 방랑하면서 그녀와의 사랑을 소재로 한 장편소설 ≪눈보라 이야기≫를 썼다. 1946년, 전후의 시대적 본질을 예리하게 통찰하고 파악한 ＜타락론＞과 ＜백치＞에 의해 일약 시대의 총아, 오피니언 리더로 떠오르며 인기 작가의 반열에 오른다. 1947년 가지 미치요와 결혼하고, 전후의 시대상을 반영한 소설과 에세이, 탐정소설, 역사 연구, 문명 비평 르포르타주 등 다채로운 집필 활동을 전개하여 전후의 난세에 문화와 역사 및 사회의 흐름에 대한 대중의 지적 갈증을 해소해 주는 역할을 한다. 그와 동시에 세무 당국을 상대로 한 소송, 경륜 부정 사건 고발, 각성제와 수면제 중독에 의한 정신착란 발작 등 실생활 면에서도 언제나 사회의 주목을 받았다. 1955년 2월 17일 지방 취재 여행에서 돌아온 후 자택에서 뇌일혈로 급사했다. 향년 50세였다.
전후 일본 사회의 혼란과 퇴폐를 반영한 작풍을 확립하고 시대의 새로운 윤리를 제시함으로써 일본인에게 충격과 감동을 안겨준 사카구치 안고는 다자이 오사무와 오다 사쿠노스케 등과 함께 전후 일본 문학을 대표하는 무뢰파 작가로 평가된다.

## 참고 자료
- 사카구치 안고 산문집, 최정아 역, 2009년, 지식을만드는지식[깨진 링크(과거 내용 찾기)] ISBN 978-89-6406-230-2
- 본 문서에는 지식을만드는지식에서 CC-BY-SA 3.0으로 배포한 책 소개글을 기초로 작성된 내용이 포함되어 있습니다.